# زيلبور مسود
زيلبور مسود (الاسم العلمي:Xyleborus nigrescens) هو نوع من الحشرات يتبع جنس الزيلبور من فصيلة السوسية الحقيقية.